# Mesocnemis robusta
Mesocnemis robusta – gatunek ważki z rodziny pióronogowatych (Platycnemididae). Występuje w Afryce; stwierdzony w Beninie, Egipcie, Etiopii, Ghanie, Nigerii, Sudanie, Sudanie Południowym i Togo, ale prawdopodobnie występuje też w innych krajach.